# 张雷明
张雷明（1966年6月—），男，河南淇县人，中华人民共和国政治人物。曾任平顶山市市长和市委书记。现任中共河南省委常委、统战部长。

## 生平
1987年4月加入中国共产党。1988年毕业于北京农业工程大学农畜产品加工工程专业，1988年7月进入鹤壁市轻工纺织工业局担任技术科科员。
2004年5月，任鹤壁市商务局局长。
2008年11月，任河南省商务厅副厅长。
2015年10月，任河南省人民政府副秘书长。
2016年9月，任河南省安全生产监督管理局局长。
2017年11月，任中共平顶山市委副书记；2018年1月，任平顶山市市长。2018年2月24日，当选为第十三届全国人大代表。
2021年7月，任中共平顶山市委书记。
2022年12月，升任中共河南省委常委、省委统战部长。